# Перес, Алекс Алехандро
Алекс Алехандро Перес Этчелар (исп. Axel Alejandro Pérez Etchelar; род. 18 февраля 2002, Монтевидео) — уругвайский футболист, нападающий клуба «Насьональ».

## Клубная карьера
Перес — воспитанник клуба «Насьональ». 12 января 2020 года в поединке Кубка Уругвая против столичного «Ривер Плейта» Алекс дебютировал за основной состав. 29 марта 2021 года в матче против «Депортиво Мальдонадо» он дебютировал в уругвайской Примере. В том же году Перес на правах аренды перешёл в «Монтевидео Сити Торке». 6 июня в матче против «Бостон Ривер» он дебютировал за новую команду. 20 августа в поединке против «Прогресо» Алекс забил свой первый гол за «Монтевидео Сити Торке». По окончании аренды он вернулся в «Насьональ». 

## Международная карьера
В 2019 году Мачадо в составе юношеской сборной Уругвая принял участие в юношеском чемпионате Южной Америки в Перу. На турнире он сыграл в матчах против команд Перу, Чили, Парагвая и Аргентины.